# Daedalus (ruimteschip)
Het sterrenschip Daedalus is een fictief interstellair ruimteschip uit het sciencefictionuniversum van Stargate.
De Daedalus is gebouwd door de Amerikaanse luchtmacht om de Atlantis-expeditie te beschermen tegen vijandige buitenaardsen. De Daedalus is gebouwd door de Tau'ri en buitenaardse bondgenoten zoals de Asgard. Het schip zelf is gebouwd op de Aarde. Dit schip is het eerste van een geheel nieuwe lijn van Aardse sterrenschepen.

## Overzicht
De Daedalus is gebouwd door de Amerikaanse luchtmacht en met Asgard-technologie. Het schip staat onder het bevel van kolonel Steven Caldwell. De missie van het schip is om de Atlantis-expeditie bij te staan met hun oorlog tegen de Wraith. De Daedalus werd eerst uitgestuurd naar het Pegasus-stelsel om de stad van de Ouden te beschermen tegen de snel naderende Wraith. Momenteel is de Daedalus aangesteld om voorraden en personeel voor en van Atlantis te vervoeren van en naar de Aarde.

## Bewapening
De Daedalus is bewapend met verschillende railguns, Mark-8 tactische bommen en 2 volledige hangars met F-302 hybride vliegtuig-ruimteschepen. Het schip heeft Asgard-sensoren, transporttechnologie en Asgard-schildtechnologie. De Daedalus is echter niet uitgerust met Asgard-wapens omdat de Asgard geloven dat de Tau'ri het nog niet volwassen genoeg zijn om hun geavanceerde technologie te gebruiken, en omdat de Asgard een defensief volk is en wil voorkomen dat de Tau'ri hen met hun eigen wapens aanvallen. Het schip heeft ook de beschikking tot een Asgard-technicus die altijd aan boord is. De Asgard hebben deze technicus (Hermiod) op de Daedalus gestationeerd om toe te zien of hun technologie niet misbruikt wordt voor andere doelen dan waar de technologie voor gemaakt is.
Later in de serie, als de Asgard massaal zelfmoord hebben gepleegd en de Tau'ri al hun kennis hebben gegeven, kregen deze ook de beschikking over wapens, bv de Asgard plasmabeam weapons

## Aandrijving
De Daedalus wordt voortgedreven door sterke sublichtmotoren en een zeer krachtige Asgard-hyperaandrijvingsmotor. Wanneer de krachtbron van de Daedalus versterkt wordt met een ZPM dan kan deze ervoor zorgen dat schip vanaf de Aarde Atlantis in het Pegasus stelsel bereikt in 4 dagen in plaats van 18 dagen.

## Brug
De brug van de Daedalus heeft enkele voordelen op die van de Prometheus. Het raam dat vooraan in de brug zit is groter en heeft dus beter zicht tijdens gevechten. Hierdoor kunnen meerdere personeelsleden de situatie beoordelen en suggesties maken over hoe een gevechtssituatie aangepakt zou moeten worden. Het uitzicht vanaf de commandostoel is vrijwel hetzelfde als bij de Prometheus. Naast de commandostoel zijn de controleposten voor de wapens en de motoren gestationeerd; andere posten zijn verspreid langs voor- en achterkant van de brug.

## Machinekamer
In deze kamer kunnen vrijwel alle systemen van de Daedalus bestuurd worden. Hier is de controlepost waar de Asgard-technicus Hermiod is gestationeerd. Het is een vrij grote ruimte die een twaalftal personeelsleden kan herbergen. Dit is het zenuwcentrum van de Asgard-hyperaandrijving en een van de belangrijkste ruimten in het schip.

## Lijst van schepen x-304 klasse
- Daedalus
- Odyssey
- Appolo
- Korolev
- Sun-Tzu
- George Hammond